# Base Naval de Natal
A Base Naval de Natal é uma organização militar subordinada ao 3.º Distrito Naval da Marinha do Brasil. Tem como propósito contribuir para o funcionamento e operação das Forças Navais, Aeronavais e de Fuzileiros Navais, estacionados ou em trânsito na sua área de atuação. A Esquadra brasileira não pode prescindir da localização inteligente de pontos de apoio, onde os navios se reabasteçam de munições e combustíveis e possam realizar reparos.
A Base possui um Dique Flutuante (Cidade de Natal) com 118 metros de comprimento e 23 de largura capaz de docar navios com até 20.000 toneladas.

## Histórico
Em 7 de julho de 1941, em plena Segunda Guerra Mundial, a margem direita do rio Potengi, era iniciada a preparação do terreno para a edificação do prédio do Comando da Base Naval de Natal. A Base prestou apoio aos navios brasileiros e aliados que operavam no Atlântico Sul durante aquele conflito, desenvolvendo papel central na participação naval brasileira da região.
Desde sua criação, a Base Naval de Natal vem contribuindo de maneira exemplar para a operação dos meios navais estacionados no Distrito Naval ou em trânsito na área:
- Prover facilidades de estacionamento, docagem ou encalhe aos navios da MB estacionados ou em trânsito, de acordo com as respectivas capacidades;
- Prover serviços de manutenção e reparo, a nível de 2.º e 3.º escalões para os navios estacionados ou em trânsito, compatíveis com as suas disponibilidades;
- Prover apoio de rancho, de adestramento, de alojamento e de transporte terrestre para o seu pessoal e das OM apoiadas.